# Săliștea de Sus
Săliștea de Sus je rumunské město v župě Maramureš. Žije zde přibližně 4 900 obyvatel.